# Vespiodes rhodesiensis
Vespiodes rhodesiensis är en tvåvingeart som först beskrevs av Joseph Charles Bequaert 1951.  Vespiodes rhodesiensis ingår i släktet Vespiodes och familjen Mydidae.
Artens utbredningsområde är Zambia. Inga underarter finns listade i Catalogue of Life.